# ألان جونز (لاعب كرة قدم بريطاني)
ألان جونز (بالإنجليزية: Alan Jones)‏ (21 يناير 1951 في المملكة المتحدة - ) هو لاعب كرة قدم بريطاني في مركز الوسط. لعب مع برادفورد سيتي ونادي تشيسترفيلد ونادي روتشديل وهدرسفيلد تاون ونادي هاليفاكس تاون ولينكولن سيتي أف سي وColumbus Magic ‏.

## وصلات خارجية
- ألان جونز على موقع قاعدة بيانات كرة القدم.إي يو (الإنجليزية)